# Nakajima Ki-43
Nakajima Ki-43 "Hayabusa" (яп. 中島 キ-43 隼, Хаябуса, Сапсан) — серійний армійський винищувач Імперської армії Японії періоду Другої світової війни. Наймасовіший винищувач армії, який діяв на всіх фронтах останньої, зокрема в Китаї, Індонезії, Індокитаї і Філіппінах.
В «довгій» нумерації літаків японської армії позначався Армійський винищувач Тип 1 (яп. 一式戦闘機). Кодова назва союзників — «Оскар» (англ. Oscar).

## Історія створення

### Дизайн і прототипи

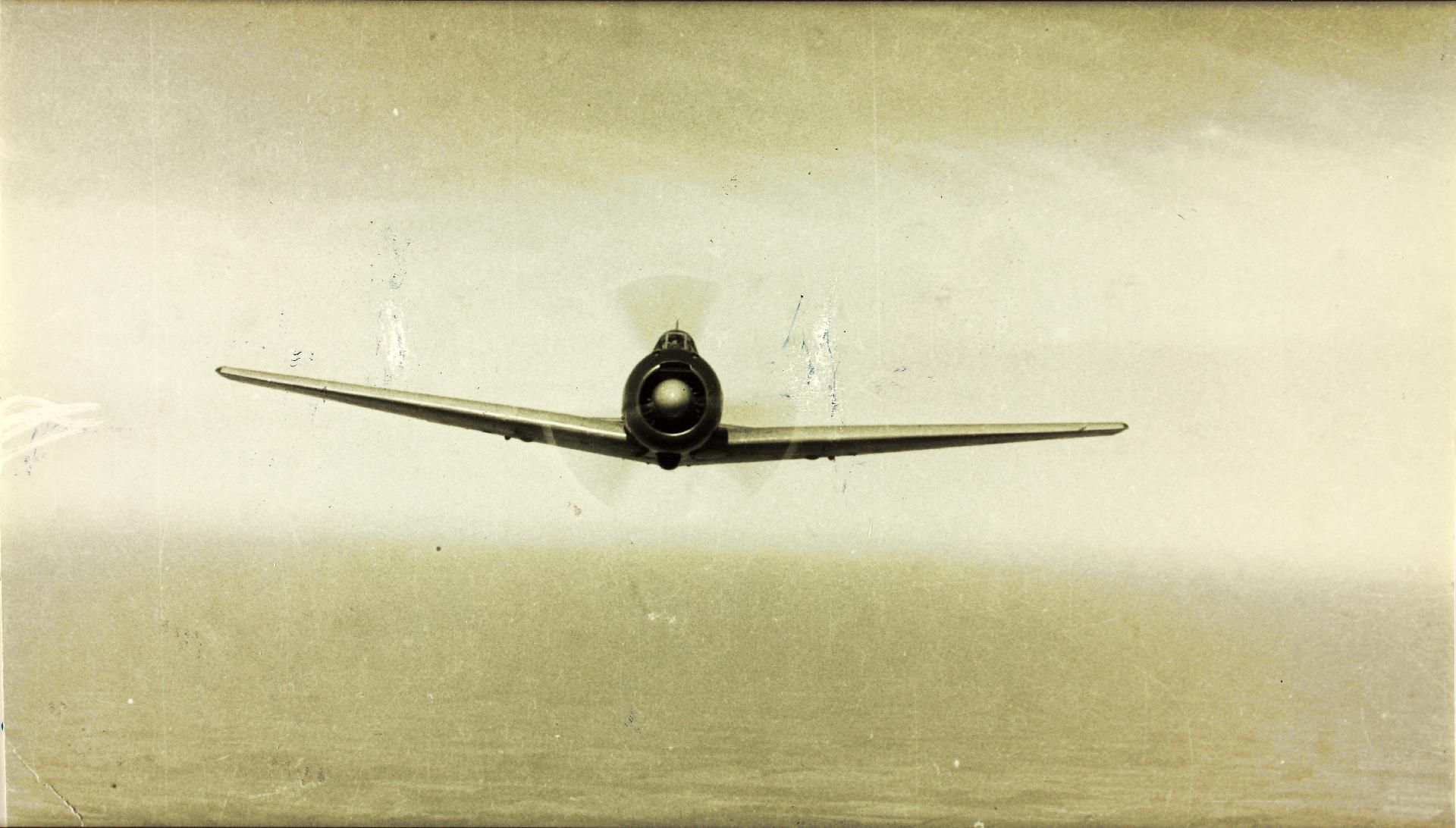
Ki-43 в польоті. Вигляд спереду.

Винищувач Nakajima Ki-27, який прийняли на озброєння ВПС Імперської армії Японії в 1937 році, став першим повністю японським літаком який зміг перевершити іноземні аналоги того часу. Тому повітряне командування армії того ж року зробило безпрецедентний крок і на безконкурсній основі замовило в компанії Nakajima виготовлення наступника для заміни Ki-27. Технічне завдання передбачало, що швидкість нового літака мала зрости до 500 км/год, решта параметрів в цілому повторювали Ki-27: швидкість набору висоти 5000 м — 5 хв, дальність польоту 800 км, озброєння — два 7,7-мм кулемети, аналогічні показники маневреності.
Колектив конструкторів під керівництвом Хідео Ітокава використав на новому літаку крило, дуже подібне до попередника Ki-27, але заново спроектував фюзеляж, який став довшим, щоб компенсувати більшу масу двигуна Nakajima Ha-25 потужністю 925 к.с. з дволопасним дерев'яним гвинтом постійного кроку. Перший з трьох прототипів (номер 4301) завершили на заводі Nakajima в місті Ота 12 грудня 1938 року, а наступного місяця почались випробування. Наступні два прототипи були готові в лютому і березні 1939 і після недовгих заводських випробувань всі три були передані армії. Це були суцільнометалеві низькоплани з трилонжеронним крилом, в якому керівні поверхні були обшиті полотном. Шасі складалось за допомогою гідроприводів. Озброєння складалось з двох синхронних 7,7-мм кулеметів «Тип 89». Від наступних передсерійних і серійних літаків прототипи відрізнялись відсутністю характерних рухомих пластин в корпусі двигуна, металевої пластини позаду пілота в кабіні, антени вмонтованої в кабіну і телескопічного прицілу, що виходив за межі кабіни.
Незважаючи на те, що конструкція літака була максимально полегшена, шасі складалось, а двигун був на 30 % потужніший, новий літак, який отримав позначення Ki-43, був лише ненабагато швидшим від попередника. При цьому легкість керування літаком та його маневреність погіршились. Висувне шасі і закрита кабіна більшістю японських пілотів були сприйняті як зайвий клопіт. Проект опинився на грані закриття, але Хідео Ітокава переконав замовників, що можна зменшити масу літака і досягти замовлених характеристик. В результаті фірма отримала замовлення на виготовлення 10 передсерійних літаків.
Перший передсерійний літак був готовий у листопаді 1939 року. На ньому встановили двигун Nakajima Ha-25 з одношвидкісним нагнітачем, а також кабіною з покращеним оглядом. На другий літак встановили двигун Nakajima Ha-105 з двошвидкісним нагнітачем; на сьомому літаку 7,7-мм кулемети замінили на 12,7-мм кулемети «Ho-103». Восьмий передсерійний літак отримав закрилки Фаулера та металічний гвинт змінного кроку, в результаті швидкість збільшилась і при випущених закрилках літак ставав значно керованішим, а радіус повороту зменшувався. На дев'ятому літаку для зовнішньої обшивки використали нефарбований алькледний лист, а також зяброподібний вихлоп радіатора. На останньому літаку випущеному в серпні 1940 року були впроваджені всі зміни, а також зменшили діаметр фюзеляжу, переробили хвостові поверхні, і в такій конфігурації літак виконав всі умови технічного завдання. В результаті у січні 1941 року літак був прийнятий на озброєння під назвою «Винищувач Тип 1 Модель 1А», йому також була присвоєна назва «Хаябуса» («Сапсан»).

### Серійне виробництво

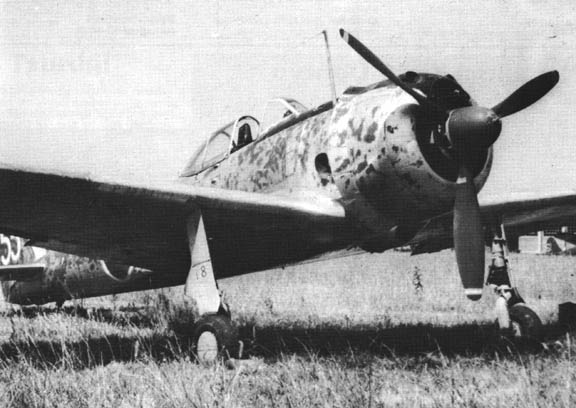
Ki-43-IIa. Через повітрозабірник масляного радіатора під капотом можна припустити що це літак початкових серій виробництва.

На перших серійних літаках Ki-43-Ia ставились двигуни Nakajima Ha-25 (перші літаки серії мали дволопастний дерев'яний гвинт постійного кроку, а наступні — дволопастний металевий гвинт змінного кроку) та два 7,7-мм кулемети в верхній частині капоту двигуна. Під крилами могли встановлюватись додаткові паливні баки. Для збільшення вогневої потужності, на наступному варіанті Ki-43-Ib один з кулеметів був замінений на 12,7-мм кулемет Ho-103. На дійсно масовому варіанті Ki-43-Ic встановлювались два 12,7-мм кулемети та монтувалась підвіска для двох 15-кг бомб. Проте внаслідок полегшення конструкція міцність крила виявилась недостатньою і при виході з пікірування на літаках руйнувались крила. Літаки повернули на заводи для усунення недоліків, але це не принесло значного покращення. Після ще декількох аварій крила довелось підсилювати прямо на польових аеродромах.
Відразу після прийняття на озброєння Ki-43-I п'ять літаків було модифіковано для встановлення двигуна Nakajima Ha-115 потужністю 1 150 к.с. з двошвидкісним нагнітачем і трилопастним металевим гвинтом змінного кроку. Перший прототип нової модифікації Ki-43-II піднявся в повітря в лютому 1942. Тестові польоти були вдалими і літак був прийнятий на озброєння під назвою «Винищувач Тип 1 Модель 2А» (Ki-43-IIa). Озброєння складало два 12,7-мм кулемета Ho-103 з 250 снарядами до кожного. В модифікації було підсилене крило, його розмах був зменшений на 60 см, внаслідок чого з'явилась можливість підвішувати дві 250-кг бомби або додатковий 200-літровий паливний бак. Паливні баки стали протектовані, пілот отримав захист у вигляді бронепластини товщиною 13 мм. Серійне виробництво почалось восени того ж року, але деякий час дві моделі виготовлялись паралельно. Варіанти Ki-43-IIb та Ki-43-II KAI мали деякі доопрацювання, зроблені виходячи з досвіду експлуатації. Зокрема було внесено зміни в карбюратор, масляне охолодження (яке отримало радіатор в вигляді «стільника»), а також зміну точок підвіски для можливості бомбометання з піке.
Виробництво нових літаків розгорнули, крім фірми Nakajima, також на заводі фірми Tachikawa, а також на 1-му армійському арсеналі в Татікаві. Проте через низьку кваліфікацію робітників арсеналу після випуску 49 машин виробництво літаків на арсеналі було припинене. Під час виробництва в конструкцію вносились зміни для полегшення виробництва і обслуговування, зокрема вихлопна система в вигляді спільного на всі циліндри кільця було замінено на окремі вихлопні трубки. Також місця кріплення для баків і бомб було зміщено ближче до країв крила. Деякі джерела позначають ці літаки як нову модифікацію Ki-43-IIc, але ймовірно це ретроспективне позначення для ясності і під час виробництва окремого позначення не вводилось.
В середині літа 1943 року з'явився новий винищувач Nakajima Ki-84, але оскільки швидко переозброїти стройові частини в умовах важких оборонних боїв не було можливості, Ki-43 активно використовувався на всіх фронтах. Більше того, у травні 1944 року з'явився варіант Ki-43-IIIa, оснащений двигуном Nakajima Ha-115-II потужністю 1 190 к.с. Серійне виробництво нового варіанту здійснювали на заводах фірми Tachikawa, а на заводах Nakajima проводилось виробництво Ki-84. Були також випущені два прототипи Ki-43-IIIb з двигунами Mitsubishi Ha-112 потужністю 1 300 к.с. з двома 20-мм гарматами, але до кінця війни їх випробування так і не завершились.
Всього було випущено 5 919 літаків усіх модифікацій. Таким чином, Ki-43 став наймасовішим японським армійським винищувачем.

## Модифікації та виробництво
| Період                       | Кількість | Кількість | Кількість |
| Період                       | Nakajima  | Rikugun   | Tachikawa |
| ---------------------------- | --------- | --------- | --------- |
| Квітень 1941 — Березень 1942 | 273       | -         | -         |
| Квітень 1942 — Березень 1943 | 742       | -         | -         |
| Квітень 1943 — Березень 1944 | 1627      | 22        | 420       |
| Квітень 1944 — Березень 1945 | 543       | 22        | 1840      |
| Квітень 1945 — Вересень 1945 | -         | -         | 284       |
| Всього                       | 3185      | 22        | 2544      |
| Всього                       | 5751      |           |           |

Всього було випущено 5 919 літаків усіх модифікацій:
- Ki-43 — прототипи. З літаки виготовлено в період з грудня 1938 по березень 1939.
  - Ki-43 KAI — передсерійні літаки. 10 літаків виготовлено в період з листопада 1939 по вересень 1940.
- Ki-43-I — перший серійний варіант. З квітня 1941 по лютий 1943 року виготовлено 716 літаків:
  - Ki-43-Ia — варіант з двома 7,7-мм кулеметами «Тип 89»
  - Ki-43-Ib — варіант з одним 7,7-мм кулеметом «Тип 89» та одним 12,7-мм кулеметом «Ho-103»
  - Ki-43-Ic — варіант з двома 12,7-мм кулеметами «Ho-103»
- Ki-43-II — другий серійний варіант з двигуном Nakajima Ha-115. В лютому-травні 1942 року виготовлено 5 прототипів, ще 3 передсерійні літаки завершені в червні-серпні. Серійне виробництво склало 2492 літаки на заводі Накаджіма (листопад 1942 — вересень 1944), 49 літаків на армійському арсеналі Рікугун (жовтень 1942 — листопад 1943), і більше 564 літаків на заводі Тачікава (з квітня 1943 року)[Вин. 3]
  - Ki-43-IIa — зменшена площа крила, можливість підвіски двох 250-кг бомб або 200-літрового паливного бака; бронювання місця пілота.
  - Ki-43-IIb — зміни в обладнанні
  - Ki-43-II KAI — модифікований фюзеляж, індивідуальні вихлопні патрубки
- Ki-43-III — третій серійний варіант з двигуном Nakajima Ha-115-II (10 прототипів на заводі Накаджіма)
  - Ki-43-IIIa — варіант з двома 12,7-мм кулеметами «Ho-103» (до 2065 машин[Вин. 3])
  - Ki-43-IIIb — прототип перехоплювача з 20-мм гарматами (2 екз.)

## Історія використання

### Японська імперія та сателіти

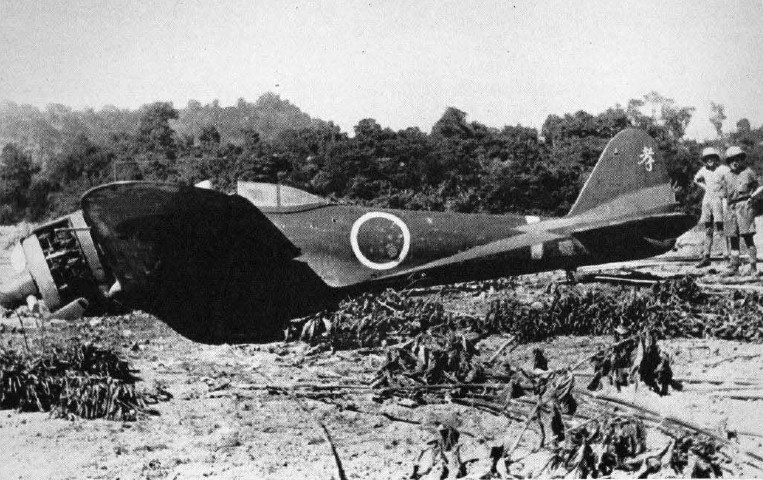
Ki-43-I 50-го авіазагону збитий біля Читтагонгу в 1942 році.

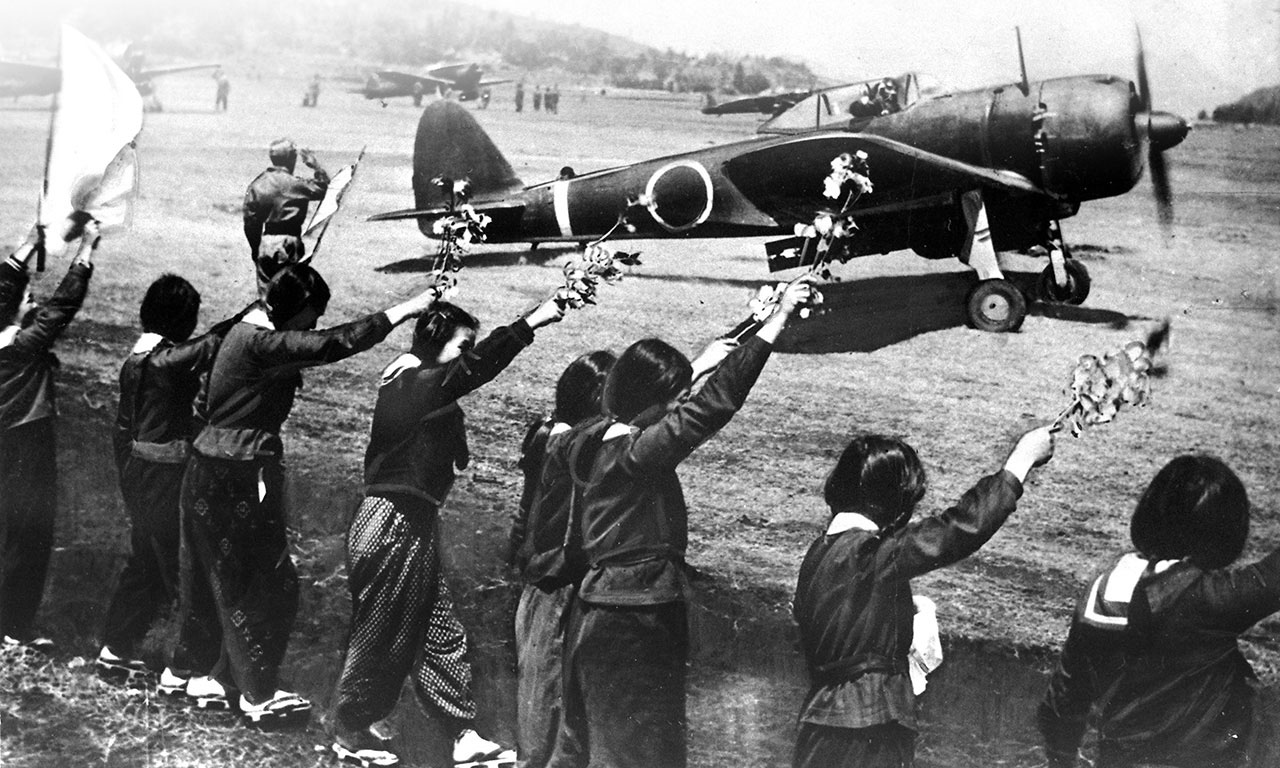
Ki-43 вилітає в район Окінави в ролі камікадзе

Літаки Ki-43-I почали надходити у війська у червні 1941 року, але через проблеми з міцністю крила та ряду аварій внаслідок цього літаки повернули на завод для усунення недоліків. Після доопрацювання літаки були направлені до 59-го і 64-го авіазагонів які діяли в районі Малайї-Бірми. З початком війни на Тихому океані вони залучались до прикриття японських десантів в Малайї та Таїланді та бомбардувальників Mitsubishi Ki-21. Одними з перших супротивників для Ki-43 стали P-40 Warhawk в руках пілотів Американського волонтерської групи і F2A Buffalo 67-ї ескадрильї ВПС Великої Британії. Серйозного опору з боку авіації противника не було, і японці швидко завоювали перевагу в повітрі. Багато льотчиків з частин, озброєних Ki-43 стали асами, а більше 40 з них здобули більше 10 перемог. Проте головною причиною був великий досвід японських пілотів та хороше знання свого літака, в той час, як пілоти союзників часто навіть не знали, з яким літаком їм доведеться воювати. Така ситуація переконала командування, що маневрений літак матиме перевагу в бою зі швидшими та краще озброєними літаками противника.
Після прийняття на озброєння Ki-43-II літаки попередньої модифікації Ki-43-I почали використовуватись в авіазагонах другої лінії і навчальних школах, а також невелику партію відправили в Таїланд. Останні використовували свої Ki-43 в боях проти 14-ї повітряної армії США в південному Китаї. Також декілька Ki-43 Японія передала іншому своєму союзнику — Маньчжоу-го.
Домінація Ki-43 в повітрі тривала доти, поки за штурвалами японських літаків сиділи добре підготовлені пілоти, а противник ще не освоїв тактику, яка могла би звести нанівець високу маневреність літака. Восени 1943 року на авіабазі в Брисбені із залишків декількох збитих над Новою Гвінеєю літаків склали Ki-43-I та випробували його у повітрі. Крім того, коли у війська стали надходити нові сучасні швидкісні американські та британські винищувачі, становище японської авіації стало критичним. Легкий Ki-43 з двома 12,7-мм кулеметами часто не мав ніяких шансів в бою проти «Спітфайрів», P-38, P-47 чи P-51.
З 1944 року Ki-43 починають відкликатись з загонів першої лінії в загони протиповітряної оборони метрополії, зокрема майже всі літаки модифікації Ki-43-III базувались на Японських островах, виняток становив тільки 13-й авіазагін, який захищав Сінгапур і Французький Індокитай до кінця війни. Також велика кількість Ki-43 залучались до атак камікадзе.

### Післявоєнне використання
Оскільки Ki-43 був наймасовішим японським армійським винищувачем, він використовувався і після війни в різноманітних локальних війнах регіону. Індонезійські повстанці використовували захоплені Ki-43 у боротьбі проти голландських військ в 1946 році.
ВПС Франції протягом 1945—1946 років використовували ескадрильї I/7 та II/7, озброєні захопленими після японської капітуляції Ki-43 в Індокитаї. Проте за першої можливості Ki-43 в французькій армії були замінені на Spitfire IX перекинуті з Франції..
Війська комуністичного Китаю використовували 5 захоплених Ki-43 з 1946 по 1952 рік. Війська гоміньданівського Китаю мали на озброєнні 2 літаки Ki-43. Ще один літак був на озброєнні КНДР.

### Оцінка проєкту

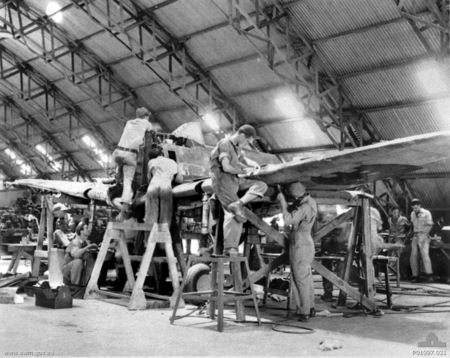
Ki-43 під час відновлення в Брисбені.

Зібраний восени 1945 року з запчастин Ki-43 проходив доволі інтенсивне тестування для оцінки льотних характеристик. Пілоти союзників дуже добре відгукувались про легкість керування і маневреність; літак міг успішно сповільнюватись до швидкості 260—270 км/год, що було значно менше швидкостей звалювання винищувачів союзників. Також Ki-43 добре поводився при зльоті і посадці і швидко розганявся з «злітної» швидкості в 240 км/год до «бойової» в 400 км/год. З іншого боку озброєння Ki-43 ще на початку війни значно поступалось літакам союзників, а легкий каркас і недостатній захист паливних баків не залишали Ki-43 шансів вижити при критичному попаданні.

## Вцілілі екземпляри

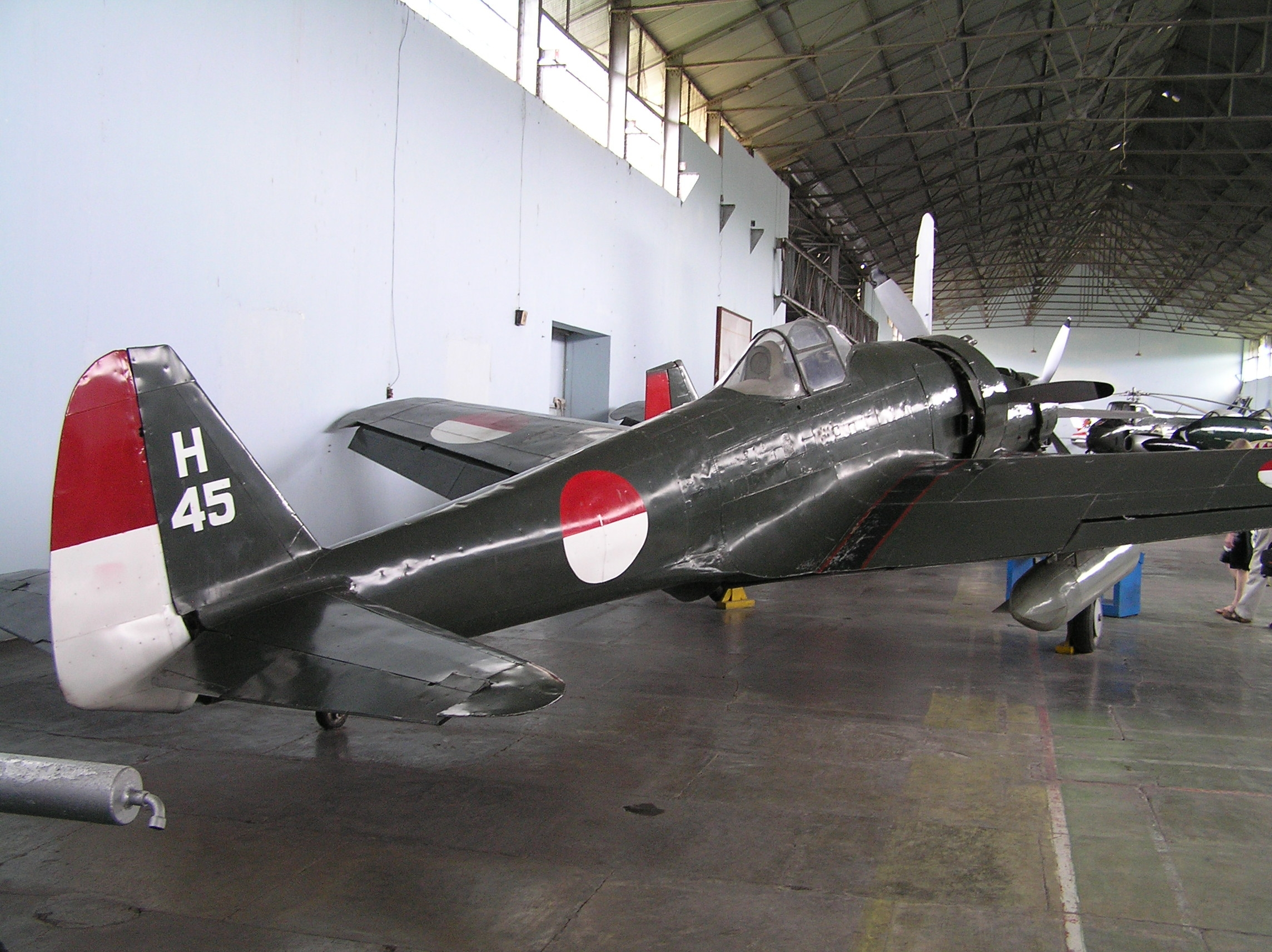
Ki-43 індонезійських ВПС

Вцілілий Ki-43-I демонструється в музеї «Flying Heritage Collection» (Еверетт (Вашингтон))..
Рештки Ki-43-II демонструються в Австралійському військовому музеї в Канберрі.
Ще один Ki-43-IIb можна побачити в музеї «Pima Air & Space Museum» (Тусон (Аризона))..
Один Ki-43 знаходиться в Музеї авіації Індонезії в Джок'якарті, Крім того, в музеях можна побачити репродукції літака Ki-43. Так, одна з них знаходиться в «Тіранському музеї камікадзе» в селищі Тіран (префектура Каґосіма). Вона була збудована для фільму 2007 року «За тих, кого ми любимо». Ще декілька репродукцій та відреставрованих літаків знаходяться в американських та британських музеях.

## Тактико-технічні характеристики

Дані з Japanese Aircraft of the Pacific War і The Nakajima Ki-43 Hayabusa

### Технічні характеристики
|                       |                           | Ki-43-Ia                     | Ki-43-IIb                                               | Ki-43-IIIa                                              |
| --------------------- | ------------------------- | ---------------------------- | ------------------------------------------------------- | ------------------------------------------------------- |
| Екіпаж                | Екіпаж                    | 1 особа                      | 1 особа                                                 | 1 особа                                                 |
| Довжина               | Довжина                   | 8,83 м                       | 8,92 м                                                  | 8,92 м                                                  |
| Висота                | Висота                    | 3,27 м                       | 3,27 м                                                  | 3,27 м                                                  |
| Розмах крил           | Розмах крил               | 11,44 м                      | 10,84 м                                                 | 10,84 м                                                 |
| Площа крил            | Площа крил                | 22,00 м²                     | 21,40 м²                                                | 21,40 м²                                                |
| Маса                  | пустого                   | 1 580 кг                     | 1 910 кг                                                | 1 920 кг                                                |
| Маса                  | спорядженого              | 2 048 кг                     | 2 590 кг                                                | 2 560 кг                                                |
| Маса                  | максимальна злітна        | 2 583 кг                     | 2 925 кг                                                | 3 060 кг                                                |
| Об'єм паливних баків  | Об'єм паливних баків      | 563 л                        | 545 л                                                   | 654 л                                                   |
| Навантаження на крило | Навантаження на крило     | 93.1 кг/м²                   | 121 кг/м²                                               | 119.7 кг/м²                                             |
| Двигун                | Двигун                    | Nakajima Ha-25               | Nakajima Ha-115                                         | Nakajima Ha-115-II                                      |
| Гвинт                 | тип                       | дволопатевий, змінного кроку | трилопатевий, змінного кроку                            | трилопатевий, змінного кроку                            |
| Гвинт                 | діаметр                   | 2.9 м                        | 2.8 м                                                   | 2.8 м                                                   |
| Потужність            | злітна                    | 980 к. с.                    | 1 130 к. с.                                             | 1 190 к. с.                                             |
| Потужність            | операційна                | 950 к. с.                    | 1 150 к. с.                                             | 1 150 к. с.                                             |
| Потужність            | максимальна               | 970 к. с. на висоті 3400 м   | 1 150 к. с. на висоті 2800 м                            | 1 230 к. с. на висоті 2800 м                            |
| Потужність            | питома                    | 2.1 кг/к.с.                  | 2.25 кг/к.с.                                            | 2.1 кг/к.с.                                             |
| Швидкість             | максимальна               | 495 км/год на висоті 4000 м  | 530 км/год на висоті 4000 м 515 км/год на висоті 6600 м | 576 км/год на висоті 6680 м 502 км/год на висоті 2800 м |
| Швидкість             | максимальна на рівні моря | -                            | 465 км/год                                              | 484 км/год                                              |
| Швидкість             | крейсерська               | 320 км/год                   | 440 км/год                                              | 442 км/год                                              |
| Дальність             | операційна                | -                            | 1 760 км                                                | 2 120 км                                                |
| Дальність             | максимальна               | 1 200 км                     | 3 200 км                                                | 3 200 км                                                |
| Практична стеля       | Практична стеля           | 11 750 м                     | 11 200 м                                                | 11 400 м                                                |
| Час набору висоти     | Час набору висоти         | 5000 м за 5 хв. 30 с.        | 5000 м за 5 хв. 49 с.                                   | 5000 м за 5 хв. 19 с.                                   |

### Озброєння
- Кулеметне:
  - Ki-43-Ia: 2 × 7,7 мм кулемети «тип 89»
  - Ki-43-Ib: 7,7 мм кулемет «тип 89» і 12.7 мм кулемет «Ho-103»
  - Ki-43-Ic, -II, -IIIa: 2 × 12.7 мм кулемети «Ho-103»
  - Ki-43-IIIb: 2 × 20 мм гармати «Ho-5»
- Бомбове:
  - Ki-43-I: 2 x 15 кг бомб
  - Ki-43-II, -III: 2 x 250 кг бомб
  - Всі моделі: 2 x 200 л підвісні паливні баки

## Оператори

### Японія

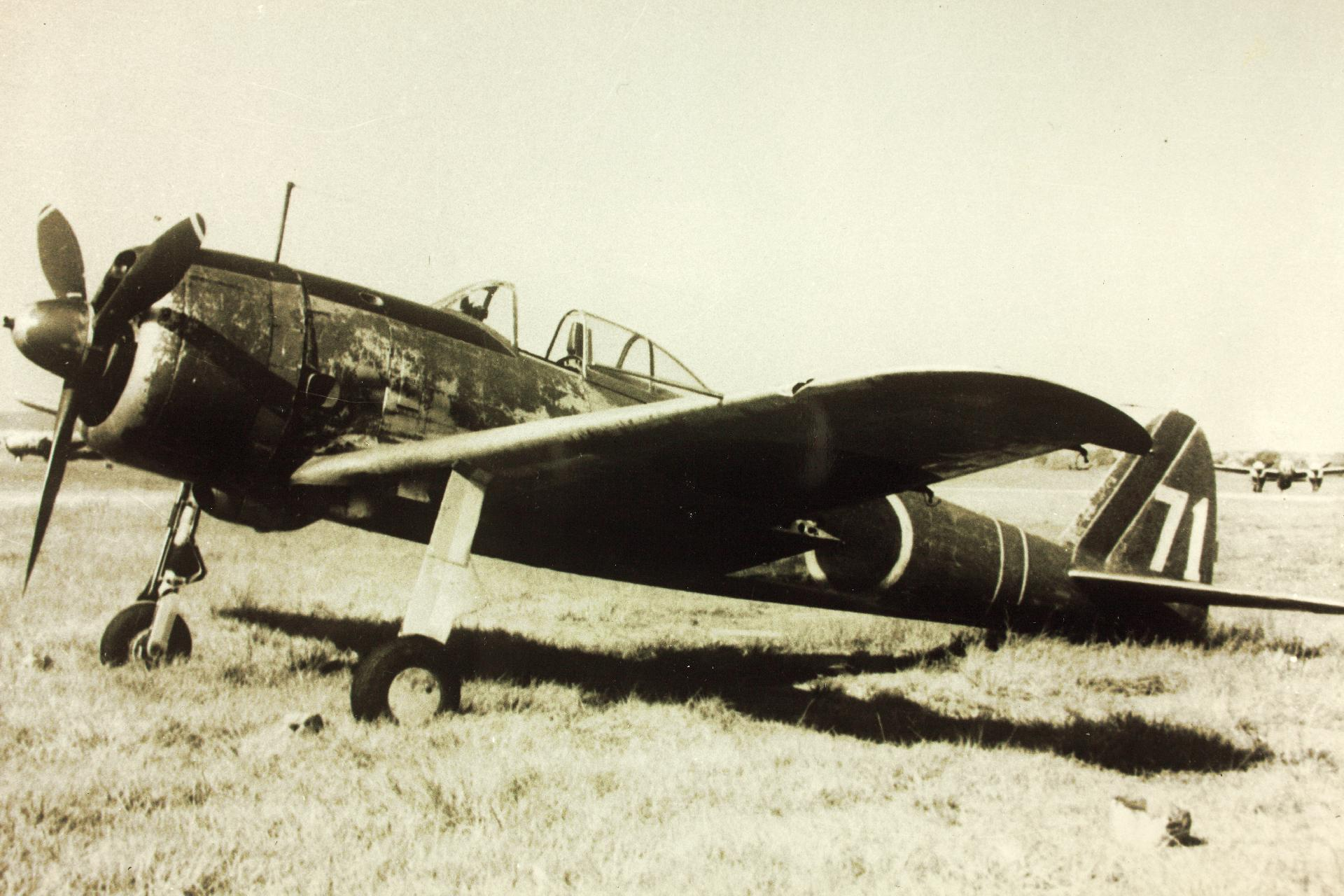
Ki-43-IIa 25-го авіазагону.

Японська імперія
 ВПС Імператорської армії Японії

- Авіазагони ВПС:
  - 1-й (1942—1944;)
  - 11-й (1942 — ?; Нідерландська Ост-Індія)
  - 13-й (серпень 1943 — лютий 1945; Нова Гвінея, Нідерландська Ост-Індія, Сінгапур, Французький Індокитай)
  - 17-й (1942—1943;)
  - 18-й (1942—1943;)
  - 19-й (1942—1943;)
  - 20-й (грудень 1943 — лютий 1945; Японські острови, Формоза)
  - 21-й (1942;)
  - 23-й (жовтень 1944 — серпень 1945; Японські острови)
  - 24-й (березень 1942—1944; Нідерландська Ост-Індія, Нова Гвінея, Японські острови, Філіппіни, Китай)
  - 25-й (1944 — березень 1945; Китай)
  - 26-й (1942 — серпень 1945; Маньчжурія, Філіппіни, Суматра, Нова Гвінея, Формоза)
  - 30-й (червень 1943 — травень 1945;)
  - 31-й (1942—1945;)
  - 33-й (1942 — червень 1945; Китай, Французький Індокитай, Нідерландська Ост-Індія, Нова Гвінея, Філіппіни, Суматра)
  - 48-й (весна 1945 — серпень 1945; Китай)
  - 50-й (1942—1944; Китай, Таїланд, Бірма)
  - 54-й (січень 1943 — серпень 1945; Японські острови, Китай, Формоза)
  - 59-й (літо 1941—1943; Японські острови, Китай, Формоза, Бірма, Малайя)
  - 63-й (1943 — квітень 1944; Японські острови, Нова Гвінея)
  - 64-й (літо 1941 — серпень 1945; Японські острови, Китай, Французький Індокитай, Таїланд, Малайя, Суматра)
  - 65-й (1945; Японські острови)
  - 71-й (червень 1944—1945;)
  - 72-й (травень 1944 — травень 1945;)
  - 73-й (червень 1944 — травень 1945;)
  - 77-й (червень 1943 — квітень 1944; Маньчжурія, Бірма, Нова Гвінея)
  - 101-й (листопад 1944 — серпень 1945;)
  - 102-й (листопад 1944 — липень 1945;)
  - 103-й (листопад 1944 — серпень 1945;)
  - 104-й (листопад 1944 — серпень 1945;)
  - 112-й (липень 1945 — серпень 1945; Японські острови)
  - 203-й (березень 1942 — серпень 1945;)
  - 204-й (січень 1944 — серпень 1945; Японські острови, Бірма, Французький Індокитай, Формоза)
  - 248-й (жовтень 1942 — серпень 1944; Японські острови)
- Окремі роти ВПС
  - 1-ша
  - 2-га
  - 4-та
  - 5-та
  - 13-та
  - 14-та
  - 17-та
  - 19-та
  - 24-та (березень 1944 — січень 1945; Суматра, Філіппіни)
  - 26-та
  - 47-та (?; Японські острови)
  - 71-та (травень 1944 — серпень 1945; Суматра, Андаманські острови, Французький Індокитай, Малайя)
- Винищувальна тренувальна школа Акено
- Винищувальна тренувальна школа Хітачі
- Винищувальна тренувальна школа Кумаґая

### Інші країни

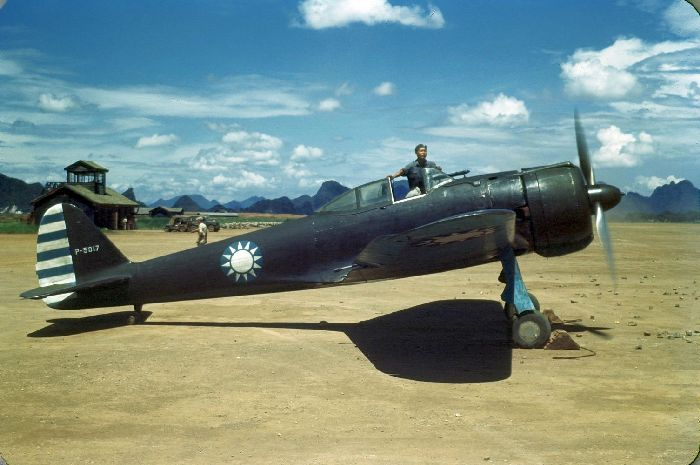
Ki-43 6-ї групи ВПС Китайської Республіки

Маньчжурська держава
 Повітряні сили Маньчжурії
 Таїланд
 Королівські повітряні сили Таїланду
 КНР
 Повітряні сили Китайської Народної Республіки
 Республіка Китай
 Військово-повітряні сили Китайської Республіки
- 6-а винищувальна група

 Індонезія
 Повітряні сили Індонезії
 Франція
 Повітряні сили Франції
- Ескадрильї I/7 та II/7

 Північна Корея
- Військово-повітряні сили КНДР використували відремонтовані занедбані після війни літаки.

## Виноски
1. ↑  Після перших сутичок в Бірмі Ki-43 отримав кодову назву «Джім» (англ. Jim), але ім'я «Оскар» вигадане капітаном Френком Маккоєм пізніше було значно легше розпізнати через незвичність.
2. ↑  Відомості про встановлення на один з прототипів фіксованого шасі не відповідають дійсності і з'явились через помилку в воєнних документах союзників, коли один Ki-27 було сприйнято за Ki-43.
3. 1 2  Є тільки точні дані по спільній кількості Ki-43-II i Ki-43-III випущені на цьому заводі — 2629. Числа 564 і 2065 виплили з кількості Ki-43 побудованих до і після травня 1944, коли з'явилась модифікація Ki-43-III.